# Добош
Добош (од мађ. dobos) или мали бубањ је ударачки музички инструмент, који се често користи у симфонијском и војном оркестру, као и у мањим ансамблима савремене музике, поготово у џезу, рок и поп музици. Добош има врло карактеристичан снажан, оштар и кратак звук. Може да се користи као независтан инструмент (у већим оркестрима), а и као део комплета бубњева (у популарној музици). Најчешће се свира дрвеним палицама, мада постоје и друге технике свирања, којима се добија знатно другачији звук, као што су металне метлице.
Добош се састоји из једног дрвеног или металног цилиндра пречника око 35 cm и висине између 10 - 30 cm, који је са обе стране затворен пластичном кожом. Преко доње коже разапете су танке металне жице, савијене у облику танке опруге, које се наслањају на кожу и током свирања вибрирају, проузрокујући типичан метални резак звук. Напетост тих жица регулише се посебним завртњем и од напетости зависи оштрина и трајање звука. Поред завртња постоји и полуга која омогућава да се жице потпуно опусте, тако да не додирују кожу. У том случају, звук добоша је сличан звуку тома, пошто жице не вибрирају. Коже су за добош причвршћене металним обручима, који су за добош причвршћени завртњима. Напетост коже се регулише тим завртњима и од ње зависи висина тона добоша.

## Техника свирања
Добош се најчешће свира дрвеним палицама, ударањем врхом палице по кожи. У популарној музици и џезу, такође је честа техника свирања наслањањем врха палице на кожу и ударањем супротним делом палице (дршком) у обруч, пригушујући на тај начин руком кожу. Звук који се овако добија је врло сув, кратак и висок, сличан дрвеним штапићима (клавес) или кастањетама. 
На добошу је популаран вирбл (рол), који се на овом инструменту изводи на врло специфичан начин у односу на остале удараљке: уместо наизменичног ударања једном па другом палицом, свирач пушта једну палицу да се неколико пута одбије од коже пре него што удари другом. На тај начин свака палица удари три-четири пута у кожу у сукцесији. Пошто на овај начин палице могу да ударају у кожу много брже, вешт музичар је у стању да уједначи вишеструке ударце палицама тако да се ти ударци слију у непрекидан шум (захваљујући вибрирању жичаних о пруга наслоњених на доњу кожу.

## Историја
У средњем веку Сарацени су га донели у Европу. Врло брзо је за војне потребе усвојен у Шпанији, Немачкој, Италији и Енглеској. Француској се добош појављује од времена уласка Едварда III у Кале, 1347. године.
Изгледа да је бубањ потекао од средњовековног бубња званог табор, који је био бубањ са једном превлаком преко дна. Мало је већи од средњег том-тома и првобитно је кориштен у рату; често је употребљаван са фифе фрулом; музичар би свирао фифе и бубањ (видети такође фрулу и табор). Табори нису увек били двострани и вероватно нису сви имали замке. До 15. века, величина бубња се повећала и имала је цилиндрични облик. Овај једноставан бубањ са једноставном замком постао је популаран међу швајцарским плаћеницима који су користили фифе и бубањ од 15. до 16. века. Бубањ је направљен дубљим и ношен уз бочну страну тела. Даљи развој дизајна појавио се у 17. веку, са употребом шрафова за држање замки, дајући сјајнији звук од звецкајуће лабаве замке. Током 18. века, мали бубањ је претрпео промене које су побољшале његов карактеристичан звук. Металне замке су се појавиле у 20. веку. Данас се мали бубањ користи у џезу, поп музици и модерној оркестарској музици.
Велики део развоја малог бубња и његових рудимената је уско везан за употребу бубња у војсци. У својој књизи The Art of Snare Drumming, Санфорд А. Молер (о „Молеровој методи“ бубњања) наводи: „Да бисте стекли знање о правој природи бубња, апсолутно је неопходно проучити војно бубњање, јер је то у суштини војни инструмент и његов прави карактер се не може открити погрешним методом. Када композитор жели борилачки ефекат, он се инстинктивно окреће бубњевима."
Пре појаве радио и електронских комуникација, бубањ се често користио за преношење наређења војницима. Америчке трупе су се будиле свирањем бубња и фифеа у трајању од око пет минута, на пример, добро позната Три кампа. Трупе су на оброк позивали одређене бубњарске мелодије, као што су "Грашак на ровокопачу" или "Говеђе печење". Комад под називом „Тетоважа“ је коришћен да сигнализира да сви војници треба да буду у свом шатору, а „Позив замора“ је коришћен завођење реда у одајама или да би се непослушне жене избациле из логора.
Многи од ових војних комада захтевали су подробно познавање рудименталног свирања бубња; заиста Молер наводи да су: „Они [рудиментални бубњари] су били једини који су то могли чинити [свирати дежурствене комаде војног кампа]". Молер даље наводи да „Без обзира на то колико добро бубњар уме да чита, ако не познаје рудиментални систем бубњања, немогуће му је да свира 'Три кампа', 'Позив на доручак', или заправо било коју од обавеза осим једноставних ритмова као што је 'Трупе'.”
Током касног 18. и 19. века, војна труба је у великој мери потиснула бубањ и фифе за сигнале. Већина модерних војски и извиђачких група користи само трубе за трубачке позиве који најављују заказане и непланиране догађаје организације (од првог позива до тапса). Док већина модерних војних сигнала користи само трубе, бубањ је и даље задржан за неке сигнале, на пример, Ађутантов позив.
Мембране бубњева су првобитно биле направљене од телеће коже. Изум пластичне (Мајлар) мембране бубња приписује се бубњару по имену Марион „Чик” Еванс, који је направио прву пластичну мембрану бубња 1956. године.
Сматра се да су се рудименти бубња развили са малим бубњем; швајцарским групама фифе и бубња се понекад приписују заслуге за њихов изум. Први писани рудимент састављен је у Базелу, Швајцарска, 1610. године. Рудименти са познатим називима — као што су сингле парадл, флам, драг, ратамаку и двоходни котрљај, који се такође називају „ма-ма да-да“ мелодије — наведени су у књизи Чарлса Ешворта из 1812.

## Дефиниције
- Војни бубањ/пољски бубањ: мали бубањ пречника 14–16 in (41 cm) и 9–16 дубине, са дрвеном или металном шкољком и две главе растегнуте вијцима за затезање. Има полугу за отпуштање замке за активирање или деактивирање најмање осам металних, цревних или пластичних замки. Термин је ушао у употребу 1837. године са проналаском механизма затезног завртња. Иако се често поставља на постоље, може се користити и без постоља, шрафова и полуге у конфигурацији марша.[18] Такође се назива Tamburo Militare на италијанском, Militär-Trommel на немачком, тамбор на шпанском, тамбоер на холандском или Tambour Militaire или Tambour D'ordonannce на француском, или ретко улични бубањ на енглеском.[19]
- Помоћни бубањ: уобичајени термин у Британској и Шкотској висоравни за мали бубањ.[20] Такође познат као Piccolo Cassa или Tamburo Piccolo на италијанском, Kleine Trommel на немачком, каха на шпанском или Caisse Claire на француском.[19] У Америци се обично односи на оркестарски мали бубањ, док се у Комонвелту односи на марширајући добош.
- Табор[21]: велики бубањ са једном замком на ударној глави који је коришћен у средњем веку и понекад тражен у оркестарском репертоару. Такође познат као тенор бубањ, тамбурело на италијанском, тамбурин на немачком или тамбоурин провансалски на француском.[19] Не треба поистовећивати са тенор бубњем шкотског бенда који нема замку.